# 萬卡
《萬卡》（俄语：Ванька），又译凡卡。写于1886年。是俄國作家契訶夫的短篇小說，是《苦惱》的姊妹篇。

## 故事
九歲的俄國男孩萬卡·茹科夫三個月前被送到靴匠阿里亞興的鋪子裡來做學徒。在聖誕節的前夕，滿懷著對爺爺和故鄉的眷戀，他沒有上床睡覺。趁著老闆外出時，他伏在桌上寫信，他在写下第一个字以前，“抬起眼睛看著烏黑的窗子，窗上映著他的蠟燭的影子”。他寫信給自己的爺爺康司坦丁·瑪卡雷奇，他寫著自己遭受到的痛苦：“昨天我挨了一頓打。老闆揪著我的頭髮，把我拉到院子裡，拿師傅幹活用的皮條狠狠地抽我”。他希望這封信能寄回鄉下，写完信后在信封上写了地址：寄交鄉下爷爷收，讓爺爺把他接回去。但是這封信肯定永远寄不到爷爷的家鄉。